# JJK Jyväskylä
JJK Jyväskylä er en finsk fodboldklub fra Jyväskylä. 
| Fodbold | Spire Denne artikel om en fodboldklub er en spire som bør udbygges. Du er velkommen til at hjælpe Wikipedia ved at udvide den. |